# Liste der Kulturdenkmale in Kühndorf
Die Liste der Kulturdenkmale in Kühndorf umfasst die als Ensembles, Straßenzüge und Einzeldenkmale erfassten Kulturdenkmale in der thüringischen Gemeinde Kühndorf.
Die Angaben in der Liste ersetzen nicht die rechtsverbindliche Auskunft der zuständigen Denkmalschutzbehörde.

## Legende
- Bild: zeigt ein Bild des Kulturdenkmals und gegebenenfalls einen Link zu weiteren Fotos des Kulturdenkmals im Medienarchiv Wikimedia Commons
- Bezeichnung: Name, Bezeichnung oder die Art des Kulturdenkmals
- Lage: Wenn vorhanden Straßenname und Hausnummer des Kulturdenkmals; Grundsortierung der Liste erfolgt nach dieser Adresse. Der Link Karte führt zu verschiedenen Kartendarstellungen und nennt die Koordinaten des Kulturdenkmals.
 Kartenansicht, um Koordinaten zu setzen – in dieser Kartenansicht sind Kulturdenkmale ohne Koordinaten mit einem roten bzw. orangen Marker dargestellt und können in der Karte gesetzt werden. Kulturdenkmale ohne Bild sind mit einem blauen bzw. roten Marker gekennzeichnet, Kulturdenkmale mit Bild mit einem grünen bzw. orangen Marker.
- Datierung: gibt das Jahr der Fertigstellung beziehungsweise das Datum der Erstnennung oder den Zeitraum der Errichtung an
- Beschreibung: bauliche und geschichtliche Einzelheiten des Kulturdenkmals, vorzugsweise die Denkmaleigenschaften
- ID: Die ID identifiziert das Kulturdenkmal eindeutig. In Thüringen sind aktuell keine IDs veröffentlicht. In der ID-Spalte kann sich auch folgendes Icon  befinden, dies führt zu Angaben zu diesem Kulturdenkmal bei Wikidata.

## Ensemble
| Bild | Bezeichnung                                                       | Lage             | Datierung | Beschreibung | ID |
| ---- | ----------------------------------------------------------------- | ---------------- | --------- | ------------ | -- |
| BW   | Bauliche Gesamtanlage HIstorischer Ortskern der Gemeinde Kühndorf | Kühndorf (Karte) |           |              |    |

## Kulturdenkmale in Kühndorf
| Bild                                    | Bezeichnung                            | Lage | Datierung | Beschreibung                                                                                             | ID |
| --------------------------------------- | -------------------------------------- | --- | --------- | --- | -- |
| BW                                      | Gehöft                                 | Christeser Straße 2 (Karte)                                                                                      |           | Ecke Schüttgang                                                                                          |    |
| Direkt Bild zu diesem Denkmal hochladen | Hofanlage „Schwarze Ecke“              | Christeser Straße 9, 11                                                                                          |           | Gehöft mit Nebengebäuden samt Ausstattung                                                                |    |
| Direkt Bild zu diesem Denkmal hochladen | Hofanlage                              | Christeser Straße 15                                                                                             |           | Gehöft, Hof, Nebengebäude und Ausstattung                                                                |    |
| BW                                      | Wohnhaus mit Nebengelass               | Christeser Straße 19 (Karte)                                                                                     |           | Wohnhaus mit Altenteil, Hof und Wirtschaftsgebäude                                                       |    |
| BW                                      | Wohnhaus                               | Christeser Straße 20 (Karte)                                                                                     |           | |    |
| weitere Bilder Fotos hochladen          | Evangelische Pfarrkirche St. Dionysius | Christeser Straße 31 (Karte)                                                                                     |           | Kirche samt künstlerischer Ausstattung, Kirchhof und Einfriedung                                         |    |
| BW                                      | Kreuzstein                             | Christeser Straße 31 (Karte)                                                                                     |           | neben der Pfarrkirche                                                                                    |    |
| Direkt Bild zu diesem Denkmal hochladen | Backhaus                               | Dolmarstraße |           | gegenüber dem Friedhof, Flurstück 4 – 128 / 110                                                          |    |
| BW                                      | Friedhof: Friedhofskapelle             | Dolmarstraße (Karte)                                                                                             |           | mit Ausstattung                                                                                          |    |
| BW                                      | Friedhof: historische Grabmalen        | Dolmarstraße (Karte)                                                                                             |           | |    |
| BW                                      | Friedhof:Friedhofsmauer                | Dolmarstraße (Karte)                                                                                             |           | |    |
| BW                                      | Friedhof: Torbau                       | Dolmarstraße (Karte)                                                                                             |           | , |    |
| BW                                      | Wohnhaus                               | Hauptstraße 8 (Karte)                                                                                            |           | |    |
| BW                                      | Wohnhaus                               | Hauptstraße 25 (Karte)                                                                                           |           | |    |
| BW                                      | Wohnhaus                               | Hauptstraße 28 (Karte)                                                                                           |           | |    |
| BW                                      | Wohnhaus                               | Köhlergasse 1 (Karte)                                                                                            |           | |    |
| BW                                      | Wohnhaus                               | Köhlergasse 4 (Karte)                                                                                            |           | |    |
| BW                                      | Gehöft                                 | Köhlergasse 9 (Karte)                                                                                            |           | |    |
| BW                                      | Gehöft                                 | Köhlergasse 11 (Karte)                                                                                           |           | |    |
| BW                                      | Wohnhaus                               | Oberdorf 31 (Karte)                                                                                              |           | |    |
| BW                                      | Wirtschaftsgebäude                     | Oberdorf 31 (Karte)                                                                                              |           | |    |
| BW                                      | Burgmauer und Turm                     | Schlossstraße o. Nr. (Karte)                                                                                     |           | Reste der alten Burgmauer der Johanniterburg einschl. Rundturmrest, Schlossstraße/Ecke Neue Dolmarstraße |    |
| BW                                      | Gehöft                                 | Schlossstraße 13 (Karte)                                                                                         |           | |    |
| weitere Bilder Fotos hochladen          | Schloss, sogenannte Johanniterburg     | Schlossstraße 15, 17 (Karte)                                                                                     |           | |    |
| BW                                      | Nebengebäude                           | (Karte) |           | |    |
| BW                                      | Scheune                                | (Karte) |           | |    |
| BW                                      | Wehranlage                             | (Karte) |           | |    |
| BW                                      | Gehöft                                 | Schlossstraße 27, Flur 10, Flurstück 365 / 80 (Karte)                                                            |           | |    |
| Direkt Bild zu diesem Denkmal hochladen | Brunnenstube                           | Ecke Schüttgang/Christeser Straße/Hauptstraße (gegenüber Christeser Straße 2), Flur 10, Flurstücke 128, 129, 153 |           | |    |
| Direkt Bild zu diesem Denkmal hochladen | Hochwasserbehälter                     | am nördlichen Ortsrand                                                                                           |           | samt Innenausstattung                                                                                    |    |